# Inte bara mördare
Inte bara mördare är en svensk film från 2000 i regi av Oscar Pettersson.

## Handling
Tess (Diana Jorge) jobbar som yrkesmördare åt maffiabossen Erik (Dan Bratt).
En kväll efter en misslyckad knarksmuggling blir Tess utsatt för ett våldtäktsförsök av Erik efter att han tagit en drog. Hon flyr för sitt liv till sin hemstad och gömmer sig där i tron att hon är trygg. Hon träffar sin gamla barndomskamrat Jakob (Jesper Eriksson), vilket hon ser som en chans att kunna gömma sig någonstans.
Efter några dagar får Tess jobb i en tobaksbutik. Men en dag får en av Eriks hejdukar reda på var Tess befinner sig och spårar henne till Jakobs hem. Snart får Erik reda på detta.

## Rollista (i urval)
- Diana Jorge - Tess Andersson
- Jesper Eriksson - Jacob
- Dan Bratt - Erik
- Erika Moberg - Petra Larsson
- Thomas Ungewitter - Tess pappa
- Tom Tulin - Hans
- Patrik Book - Bartender
- Anja Schmidt - Reporter
- Josefin Ljungman - Petras sekreterare